# Гоголь в нумизматике
Го́голь в нумизматике — совокупность монет, посвящённых русскому писателю Николаю Васильевичу Гоголю (1809—1852) или связанных с ним. Монеты в память о Гоголе выпускались в России, на Украине и в Тувалу.

## Россия
22 марта 1994 года, в связи со 185-летием со дня рождения Н. В. Гоголя Центральный банк Российской Федерации (ЦБ РФ) выпустил тиражом 25 000 штук серебряную памятную монету номиналом 2 рубля. Художник и скульптор — Александр Бакланов. На реверсе данной монеты изображены портрет Н. В. Гоголя, вокруг него слева направо — названия его основных произведений: «Ревизор», «Тарас Бульба», «Нос», «Коляска», «Вий», «Шинель», «Мёртвые души» и зажжённая свеча, под ним — подпись-факсимиле писателя, ниже — даты его жизни в две строки «1809» «1852». Чеканка — Ленинградский монетный двор (ЛМД). Данная монета входит в тематическую серию «Выдающиеся личности России» — монеты этой серии отчеканены специально для коллекционеров и изготовлены качеством Proof.
2 марта 2009 года ЦБ РФ выпустил в исторической серии «200-летие со дня рождения Н. В. Гоголя» четыре монеты из драгоценных металлов. Монеты изготовлены из золота и серебра: золотые номиналом 50 и 200 рублей, серебряные — 3 и 100 рублей. Данные монеты также отчеканены Санкт-Петербургским (бывшим Ленинградским) монетным двором (СПМД) специально для коллекционеров и изготовлены качеством Proof. Входящая в данную серию серебряная монета достоинством 100 рублей (художник С. А. Козлов., скульптор Ю. С. Гоголь) на международном конкурсе памятных монет «Монетное созвездие-2010» получила диплом в номинации «Удачное художественное решение».

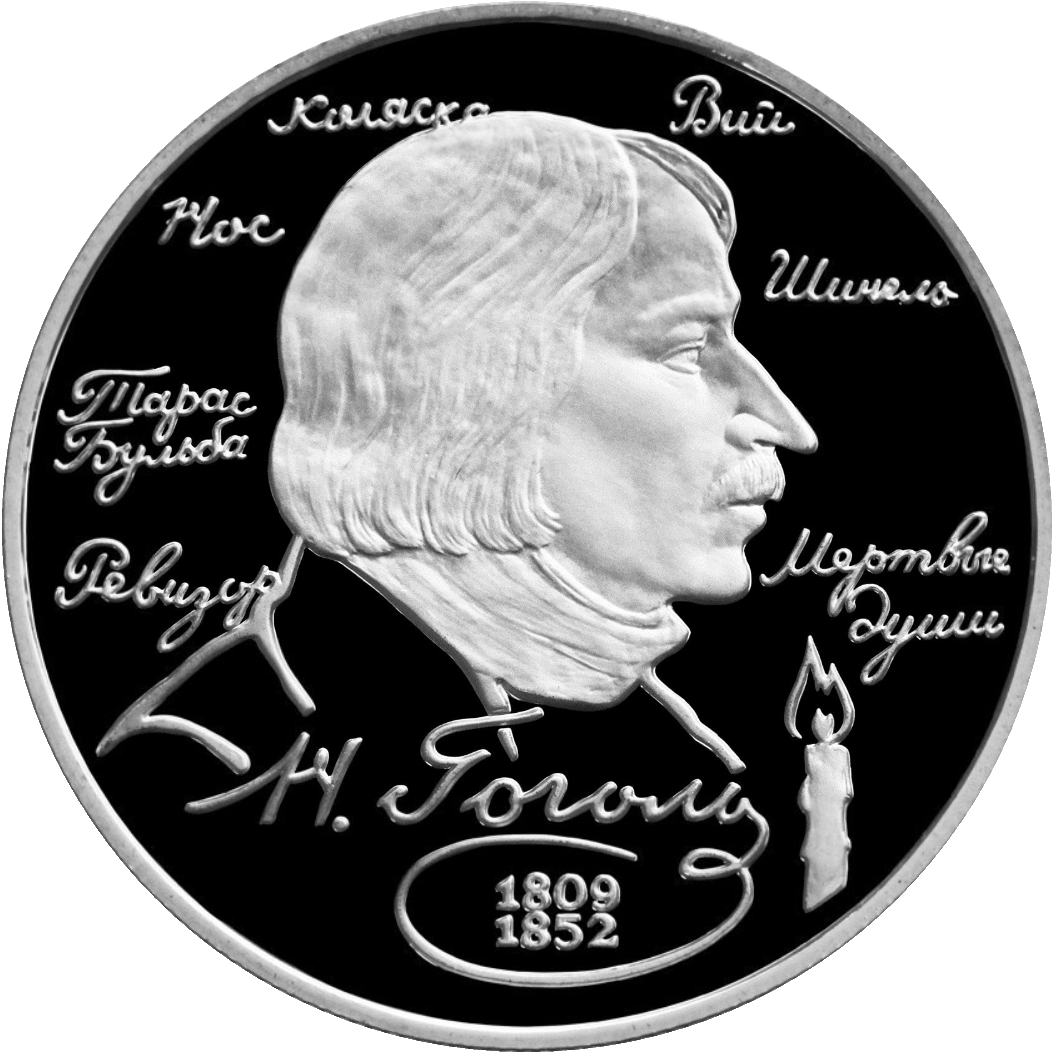
Реверс серебряной памятной монеты ЦБ РФ 2 рубля 1994 года посвящённой 185-летию со дня рождения Гоголя
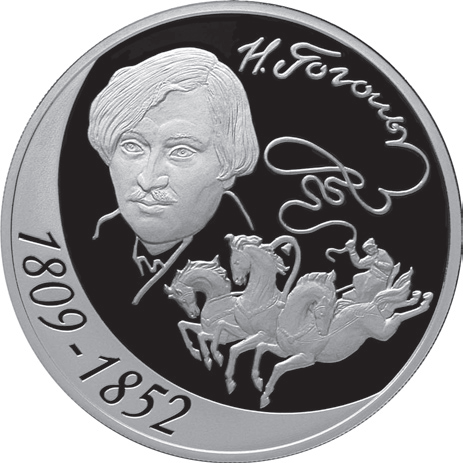
Реверс памятной серебряной монеты ЦБ РФ 3 рубля посвящённой 200-летию со дня рождения Гоголя
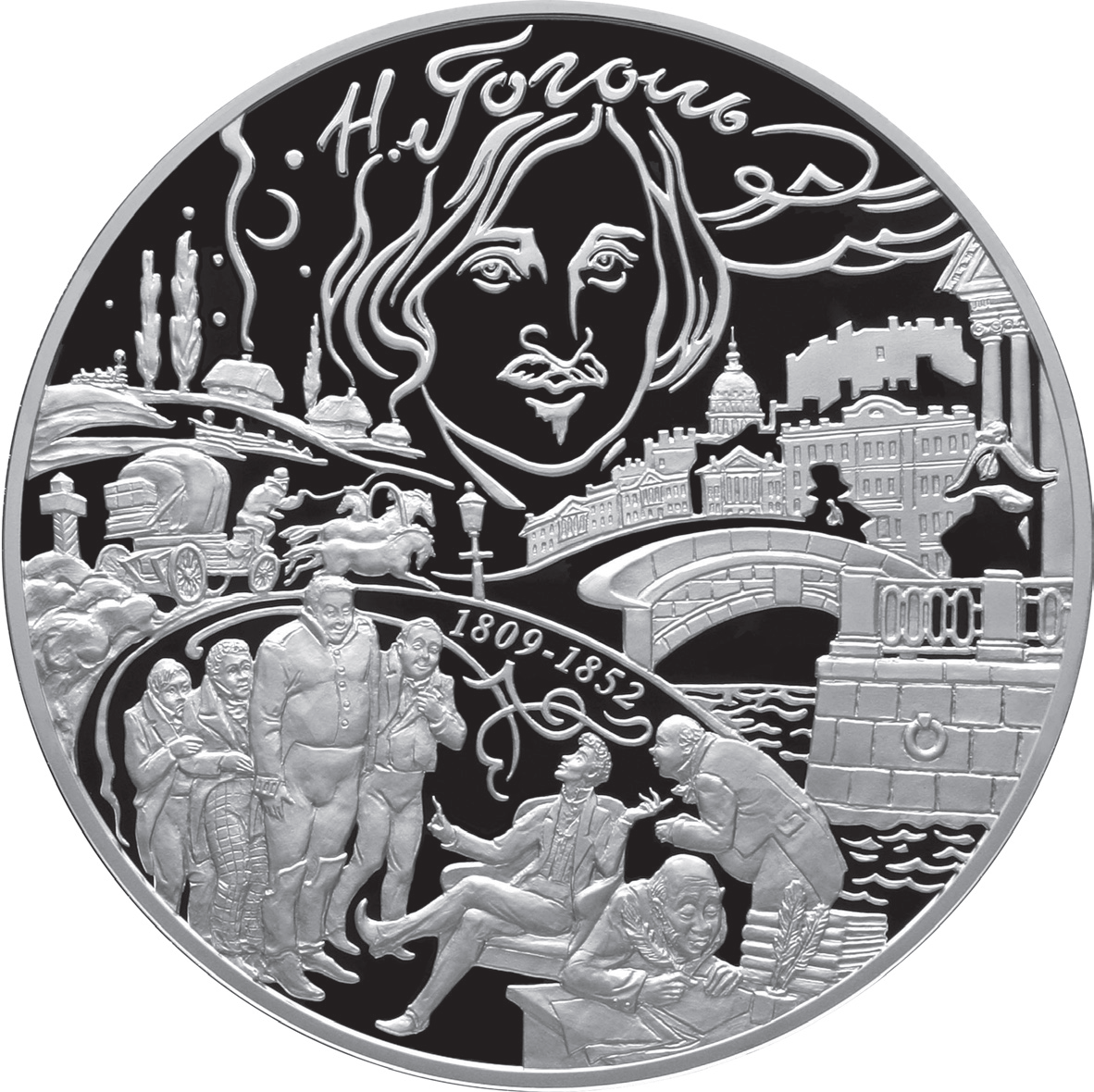
Реверс памятной серебряной монеты ЦБ РФ 100 рублей посвящённой 200-летию со дня рождения Гоголя
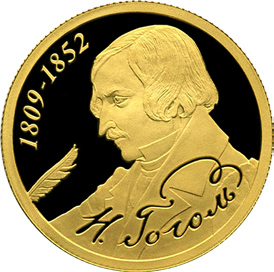
Реверс золотой памятной монеты ЦБ РФ 50 рублей посвящённой 200-летию со дня рождения Гоголя
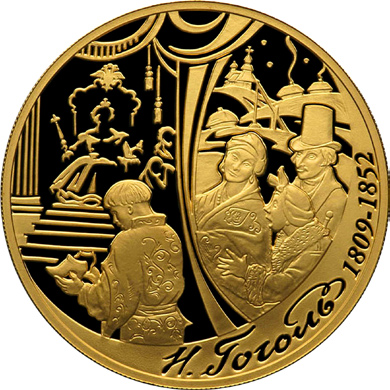
Реверс золотой памятной монеты ЦБ РФ 200 рублей посвящённой 200-летию со дня рождения Гоголя

## Украина
27 февраля 2009 года Национальный банк Украины выпустил в серии «Выдающиеся личности Украины» тиражом 5000 штук памятную серебряную монету номиналом 5 гривен, посвящённую 200-летию со дня рождения Гоголя (художники — Владимир Таран, Александр и Сергей Харуки; скульпторы — Владимир Демьяненко, Святослав Иваненко). Данная монета примечательна неординарным творческим решением её авторов — Гоголь на ней изображён одетым в вышиванку. До этого никто не изображал писателя в подобной одежде. Владимир Таран объяснил это так: 

«Мы стремились воплотить свою версию Гоголя. Он — контроверсийная фигура. О нем можно много говорить. Но, правда, разговоры о том, чей Гоголь писатель — русский или украинский — надоели. Учитывая эти споры, нам хотелось отметить вот что: действительно, Николай Васильевич жил в Российской империи, но душа у него была украинская. В конечном счете, об этом свидетельствуют его произведения, написанные с теплотой, любовью и доброй иронией о своих земляках, со знанием нашего национального характера, давних обычаев… На украинской душе писателя мы и сделали акцент с помощью вышиванки. Хотя, как известно, портретов Гоголя, где он был бы в вышитой сорочке, не найдено. На конкурс направлялись эскизы нескольких авторских коллективов. Очевидно, наш победил именно благодаря этой находке — вышиванке. Ведь вышиванка — это все-таки свидетельство принадлежности к украинской культуре, к украинскому миру».
Также Национальным банком Украины в 2005 и 2009 годах были выпущены монеты, посвящённые произведениям Н. В. Гоголя:
- 17 августа 2005 года — две памятные монеты, посвящённые повести «Сорочинская ярмарка»: серебряная номиналом 20 гривен — выпущена тиражом 5000 штук и монета из нейзильбера номиналом 5 гривен — тиражом 60000 штук. Реверс обеих монет идентичен — на нём изображена многофигурная композиция, характерная для сельской ярмарки XIX—XX веков, и вверху полукругом размещена надпись СОРОЧИНСЬКИЙ ЯРМАРОК. Аверсы обеих монет тоже схожи — на них помещено изображение Николая Гоголя, а также героя его произведения Рудого Панько и клеймо Монетного двора Национального банка Украины. Кроме данного изображения на аверсах указаны номинал монет — 5 и 20 гривен соответственно. Кроме того на серебряной монете помещено обозначение металла и его пробы — Ag 925 и масса драгметалла в чистоте — 62,2 г. Монета из нейзильбера имеет диаметр 35 мм и массу 16.54 г, диаметр серебряной — 50 мм. Художественные изображения на обеих монетах одинаковы, у обеих монет одни и те же художник (Николай Кочубей) и скульпторы (Владимир Атаманчук и Роман Чайковский)[14][15][16][17][18]. «Сорочинская ярмарка» стала победителем проводимого Национальным банком Украины ежегодного конкурса «Лучшая монета года Украины» в 2005 году[19].
- 10 августа 2009 года — памятная серебряная монета по произведениям цикла «Вечера на хуторе близ Диканьки» номиналом 50 гривен тиражом 1500 штук. Монета имеет диаметр 85 мм, изготовлена из серебра 999 пробы, масса драгметалла в чистоте — 500 г. Художники — Владимир Таран, Александр и Сергей Харуки; скульптора аверса — Владимир Атаманчук, скульптор реверса — Владимир Демьяненко. На аверсе монеты в гротескном стиле изображена круговая композиция «рассказчик и слушатели», состоящая из персонажей произведений цикла «Вечера на хуторе близ Диканьки», в центре которой — изображение Гоголя с пером в руке; кроме того на аверсе размещены: вверху — малый государственный герб Украины и надпись полукругом НАЦІОНАЛЬНИЙ БАНК УКРАЇНИ, внизу — 50 ГРИВЕНЬ. На реверсе монеты в гротескном стиле по кругу изображена композиция, иллюстрирующая повесть «Ночь перед Рождеством», в центре — рождественская звезда со свечой внутри, пламя которой имитирует жёлтый сапфир, под звездой полукругом размещена надпись «НОЧЬ ПЕРЕД РИЗДВОМ»[20]. Данная монета стала победителем конкурса «Монетное созвездие-2010» в номинации «Монета года» и победителем конкурса «Лучшая монета года Украины» в номинации «Лучшее художественное решение» в 2009 году[21][22][7][23][24].

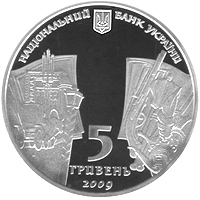
Аверс серебряной украинской монеты 5 гривен посвящённой 200-летию со дня рождения Гоголя
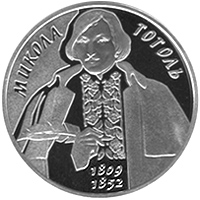
Реверс серебряной украинской монеты 5 гривен посвящённой 200-летию со дня рождения Гоголя.
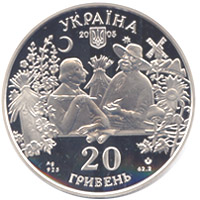
Аверс украинской монеты 20 гривен посвящённой повести Гоголя Сорочинская ярмарка.
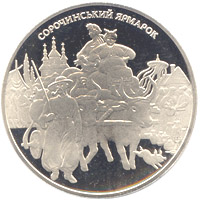
Единый реверс украинских монет номиналом 5 и 20 гривен, посвящённых повести Гоголя Сорочинская ярмарка.

## Тувалу
В 2009 году государством Тувалу была выпущена памятная монета в связи с 200-летием со дня рождения Н. В. Гоголя тиражом 6000 экземпляров. Отчеканена монетным двором в городе Перт (Австралия). Материал — серебро 999 пробы, качество — Proof. На реверсе данной монеты в левой половине — цветной портрет Н. В. Гоголя и под ним надписи в три строки (границы строк здесь обозначены запятой): 200th Anniversary, Nikolai Gogol, 1809—2009; в правой половине — известнейшие персонажи его произведений: Тарас Бульба из одноимённой повести, Хлестаков из сатирической пьесы «Ревизор» и Пацюк из повести «Ночь перед Рождеством», входящей в цикл «Вечера на хуторе близ Диканьки», а также клеймо монетного двора. На аверсе монеты — портрет королевы Великобритании Елизаветы ІІ (Тувалу является членом Содружества наций, главой которого является Елизавета II) и, по кругу, надписи: QUEEN ELIZABETH II, обозначение года выпуска — 2009 и денежного номинала — 1 DOLLAR TUVALU. Диаметр — 40,6 мм, толщина — 4 мм, масса — 31,135 г (31,105 г чистого серебра). Данная монета предназначена для продажи коллекционерам — каждый её экземпляр имеет номерной сертификат и помещён в футляр из искусственной кожи и иллюстрированную коробку.

## Прочее
В 2008 году ООО «Стандартъ» из Выксы (не путать с компанией «Русский Стандарт»), производящее водку торговой марки «С серебром премиум», в содержимое каждой бутылки которой добавляется бонусный монетовидный серебряный жетон, выпустило жетон массой 1 г пробы 999, посвящённый Н. В. Гоголю. Данный жетон относится к подсерии «Культура и искусство» серии «Великие люди России».